# Castello di Loranzè
Il Castello di Loranzè, anche noto come il Castello Rosso, è un antico castello situato nel comune di Loranzè in Piemonte.

## Storia
La prima costruzione del castello risale all'XI secolo, quando venne edificato sulle rovine di una struttura circolare, forse una torre di guardia. Di questo periodo restano alcune mura e la torre quadrata, inglobate nelle successive costruzioni. La prima menzione storica del castello risale invece al 1041, ed è contenuta nella carta di fondazione del Monastero di Santo Stefano d'Ivrea. Durante il XIV secolo, il castello, posseduto dai San Martino, resistette agli attacchi dei Valperga nel quadro delle lotte tra guelfi e ghibellini, ma subì gravi danni nel 1386-87 durante la rivolta dei Tuchini, venendo parzialmente distrutto e saccheggiato. La ricostruzione, caratterizzata da torrette d'angolo, piombatoie e saracinesche, segnò una nuova fase del castello, con largo uso del mattone. Nel XVI secolo Carlo di Loranzè costruì l’ala sud-est, trasformando l'edificio in una residenza civile, caratterizzata dal rosato intonaco che gli valse il nome di Castel Rosso. Nei secoli seguenti, ulteriori modifiche e ricostruzioni hanno reso difficile distinguere le forme originarie dell'antica fortezza.